# 1936 v dopravě
Tento článek obsahuje seznam událostí souvisejících s dopravou, které proběhly roku 1936.

## Události
- 18. března 1936

 V Rostově na Donu byla uvedena do provozu trolejbusová síť.
- 11. května 1936

 Lokomotiva typu BR 05 ev. č. 05 002 v provozu Deutsche Reichsbahn Gesellschaft (německých říšských drah) překonala tehdy platný světový rychlostní rekord parních lokomotiv; vyvinula rychlost 200,4 km/h.
- 15. května 1936

 V Liège zahájila provoz trolejbusová síť.
- 27. května 1936

 Irská společnost Aer Lingus uskutečnila první komerční let.
- 11. července 1936

 V New Yorku byl otevřen most Triborough Bridge.
- 28. srpna 1936

 Byla zprovozněna první pražská a zároveň československá trolejbusová trať.
- 26. září 1936

 Zahájena byla trolejbusová doprava v Oldenburgu.
- 12. listopadu 1936

 V Kalifornii byl otevřen most San Francisco–Oakland Bay Bridge.
- 27. listopadu 1936

 Trolejbusová doprava v Čerkassku začala sloužit veřejnosti.